# Strumce
Strumce (Servisch cyrillisch Струмце) is een plaats in de Servische gemeente Tutin. De plaats telt 46 inwoners (2002).